# Bernard Wright
Bernard Charles Wright (* 16. November 1963 in Jamaica, New York; † 19. Mai 2022 in Dallas, Texas) war ein US-amerikanischer Funk- und Jazz-Musiker und Keyboarder, der seine größten Erfolge in den 1980er-Jahren feierte.

## Biografie
Bernard Wright war der Patensohn der Soulsängerin Roberta Flack. Bereits als Heranwachsender geriet er in die Jamaica-Queens’ R&B/Funk-Szene der späten 1970er-Jahre. Er besuchte die New Yorker High School of Performing Arts und konnte an ihr verschiedene, für seine weitere Karriere wichtige Kontakte knüpfen. Unter anderem waren dort gleichzeitig mit ihm Hip-Hop-Pioniere wie Slick Rick und Dana Dane. Mit 13 Jahren tourte er im Vorprogramm von Lenny White und mit 16 mit Tom Browne.
Im Jahr 1981 unterzeichnete er seinen ersten Plattenvertrag bei GRP Records und brachte dort sein Debüt-Album Nard heraus. Einige Titel des Albums verwendeten Hip-Hop-Künstler wie Dr. Dre, Snoop Dogg, Skee-Lo und LL Cool J in den 1990er-Jahren für eigenes Songmaterial. Sein Debütalbum war das einzige, das in den Billboard 200 eine Platzierung fand. 1983 folgte das Album Funky Beat für Arista, 1985 Mr. Wright für Manhattan Records; beide erreichten Platzierungen in den Billboard Charts (Top R/B/Hip-Hop Albums). Zwei weitere Soloalben sowie zwei weitere Kollaboalben erschienen in den 1990er-Jahren.
Neben seiner Solokarriere war Bernard Wright als Sessionmusiker an mehr als 200 Produktionen beteiligt, im Jazz auch mit Charles Earland, Lenny White, Stanley Jordan, Marcus Miller, Charnett Moffett, Michal Urbaniak, Sadao Watanabe und Roy Hargrove.
Er starb im Mai 2022 bei einem Verkehrsunfall in Dallas.

## Diskografie

### Studioalben
| Jahr | Titel                   | Höchstplatzierung, Gesamtwochen, AuszeichnungChartplatzierungen (Jahr, Titel, Platzierungen, Wochen, Auszeichnungen, Anmerkungen) | Höchstplatzierung, Gesamtwochen, AuszeichnungChartplatzierungen (Jahr, Titel, Platzierungen, Wochen, Auszeichnungen, Anmerkungen) | Anmerkungen       |
| Jahr | Titel                   | US | R&B | Anmerkungen       |
| ---- | ----------------------- | --- | --- | ----------------- |
| 1981 | Nard                    | US116 (14 Wo.)US | R&B23 (24 Wo.)R&B | Arista Records    |
| 1983 | Funky Beat              | — | R&B25 (27 Wo.)R&B | Arista Records    |
| 1985 | Mr. Wright              | — | R&B58 (5 Wo.)R&B | Manhattan Records |
| 1990 | Fresh Hymns             | — | R&B—R&B | Frontline Records |
| 1991 | Brand New Gospel Format | — | — | Frontline Records |

### Kollaboalben
- 1997: Sadao Watanabe feat. Bernard Wright: Go Straight Ahead' N Make A Left (Verve Records)
- 1999: Too Bad & Bernard Wright: Back to Our Roots Vol. 1 (Banga/Juna)

### Singles
| Jahr | Titel Album                    | Höchstplatzierung, Gesamtwochen, AuszeichnungChartplatzierungen (Jahr, Titel, Album, Platzierungen, Wochen, Auszeichnungen, Anmerkungen) | Höchstplatzierung, Gesamtwochen, AuszeichnungChartplatzierungen (Jahr, Titel, Album, Platzierungen, Wochen, Auszeichnungen, Anmerkungen) | Höchstplatzierung, Gesamtwochen, AuszeichnungChartplatzierungen (Jahr, Titel, Album, Platzierungen, Wochen, Auszeichnungen, Anmerkungen) | Anmerkungen |
| Jahr | Titel Album                    | US | R&B | Dance | Anmerkungen |
| ---- | ------------------------------ | --- | --- | --- | ----------- |
| 1981 | Haboglabotribin’ Nard          | — | R&B78 (4 Wo.)R&B | — |             |
| 1981 | Just Chillin’ Out Nard         | — | R&B33 (12 Wo.)R&B | Dance85 (2 Wo.)Dance |             |
| 1981 | Won’t You Let Me Love You Nard | — | R&B88 (2 Wo.)R&B | — |             |
| 1983 | Funky Beat                     | — | R&B39 (13 Wo.)R&B | — |             |
| 1985 | Who Do You Love Mr. Wright     | — | R&B6 (19 Wo.)R&B | — |             |
| 1986 | After You Mr. Wright           | — | R&B23 (13 Wo.)R&B | — |             |

Weitere Singles
- 1983: Video Generation
- 1985: Yo’ Nard

### Gastbeiträge (Auswahl)
- 1979: Same von Taana Gardner (Klavier, Clavinet)
- 1979: Browne Sugar von Tom Browne (Klavier)
- 1980: Coming to You Live von Charles Earland (Synthesizer)
- 1980: Love Approach von Tom Browne (Synthesizer, Klavier)
- 1980: Sure Shot von Crown Heights Affair (Keyboards)
- 1981: Magic von Tom Browne (Klavier)
- 1982: Blow von Rick James presents Bobby M (Produzent, Saxofon, Flöte, Klavier, Synthesizer, Hintergrundgesang)
- 1982: Stone Mason von Harvey Mason (Klavier)
- 1983: Rockin’ Radio von Tom Browne (Keyboards, Synthesizer, Perkussion, Hintergrundgesang)
- 1983: Attitude von Lenny White (Synthesizer, Klavier, Drumprogrammierung)
- 1986: Word Up! von Cameo (Keyboards)
- 1986: Oh, My God! von Doug E. Fresh & The Get Fresh Crew (Schlagzeugprogrammierung, Gitarre, Synthesizer)
- 1986: Joyride von Pieces of a Dream (Songwriting, Perkussion, Keyboards)
- 1986: King of Stage von Bobby Brown (Keyboards auf Baby, I Wanna Tell You Something)
- 1986: Tutu von Miles Davis (Synthesizer)
- 1986: Rhythm & BLU von John Blake, Didier Lockwood und Michał Urbaniak (Keyboards)
- 1987: La La von La La (We’ll Keep Striving, Duett)
- 1987: Surrender von Working Week (Arrangement von Ain't That Peculiar)
- 1987: Spread the Love von Juicy (Keyboards)
- 1987: Same von The Jamaica Boys (Keyboards, Gesang)
- 1987: A Change of Heart von David Sanborn (Synthesizer)
- 1988: Machismo von Cameo (Keyboards)
- 1988: CK von Chaka Khan (Keyboards auf Where Are You Tonite)
- 1988: Big Money von Ca$hflow (Keyboards)
- 1988: Groovin’ von Missing Links (Synthesizer, Keyboards)
- 1989: Tomi von Tomi Jenkins (Keyboards)
- 1989: Summertime (12’’) von Doug E. Fresh & The Get Fresh Crew (Gesang)
- 1989: Urban Express von Michał Urbaniak (Produzent, Keyboard, Gesang, Synthesizer, Drumprogrammierung)
- 1989: Songs for Poland von Michał Urbaniak (Schlagzeug auf Can’t Complain und Simple Solution)
- 1989: Silent Assassin von Sly & Robbie (Keyboards)
- 1989: Same von Constina (Keyboards)
- 1989: The Blue Note Concert von Stanley Jordan (Keyboards bei Blues und Lady in my Life)
- 1989: Time Peace von Al MacDowell (Keyboards bei Ode Bra und Come See Tomorrow)
- 1990: John Jacobs And The Power Team Soundtrack (Keyboards, Drumprogrammierung)
- 1990: J Boys von The Jamaica Boys (Songwriting, Keyboards, Gesang)
- 1990: Cornucopia von Stanley Jordan (Keyboards)
- 1990: Code Blue von Michał Urbaniak (Keyboards, Drumprogrammierung, Gesang bei I Want to Know Your Name)
- 1991: Number 7 von Commissioned (Keyboards)
- 1991: Caught in a Land of Time von Freedom of Soul (Gesang und Klavier auf Skin Deep)
- 1993: Never Lose Your Heart von Noel Pointer (Orgel, Synthesizer)
- 1994: Roberta von Roberta Flack (Gesang bei In a Sentimental Mood, Klavier, Synthesizer, Keyboards)
- 1994: Tales from the Bright Side von Alex Bugnon (Gesang bei Thighs High, Koproduzent, Synthesizer, Keyboards, Drumprogrammierung)
- 1994: Same von Urbanator (Songwriter, Keyboards bei First Flight)
- 1995: Tales von Marcus Miller (Clavinet, Synthesizer, Orgel, Marimba, Klavier)
- 1996: Renderors of Spirit von Lenny White (Synthesizer, Keyboards, Klavier)
- 1997: IV: Blazing Hot von Nice & Smooth  (Gesang bei Same Old Brand New Style)
- 1998: Live in New York von Stanley Jordan (Keyboards bei Still Got the Blues und Lady in My Life)
- 1988: Live von Marcus Miller featuring Kenny Garrett (Keyboards)
- 2001: M² von Marcus Miller (Orgel)
- 2001: Here von Dean Brown (Keyboards)
- 2001: Same von Josh Alan Band (Orgel)
- 2001: A Distant Star von Shelley Carrol (Klavier)
- 2001: In Concert von Marcus Miller (Keyboards)
- 2003: Hard Groove von The RH Factor (Hintergrundgesang, Keyboards, Klavier, Orgel, Harfe)
- 2004: Groove Warrior von Dean Brown (Synthesizer)
- 2005: Silver Rain von Marcus Miller (Keyboards)
- 2007: Real to Reel von Snarky Puppy und Country Fried Soulband (Keyboards für Snarky Puppy)
- 2007: Free von Marcus Miller (Synthesizer auf Blast, Orgel auf Funk Joint)
- 2008: Bring Us the Bright von Snarky Puppy (Keyboards)
- 2010: Tranz-Fused von Michael Harris (Keyboard-Solo bei Seizure Salad)
- 2012:  Let It Be Roberta: Roberta Flack Sings The Beatles von Roberta Flack (Keyboards)
- 2013: Miles of Blue von Michał Urbaniak (Klavier)
- 2014: Philthy von Philip Lassiter (Synthesizer, Klavier)
- 2022: Take it von Snarky Puppy (Wurlitzer, Minimoog, Prophet10)